# گریسفیلد، کبک
گریسفیلد (به فرانسوی: Gracefield) شهرکی در منطقه شهری لا وله-دو-لا-گاتینو ناحیه اوتاوه در استان کبک کانادا است. در سرشماری سال ۲۰۱۱ این شهرک ۲٬۴۷۲ نفر جمعیت داشته‌است و مساحت آن ۳۸۶٫۹۵ کیلومتر مربع است.